# Рене, Франс-Альбер
Франс-Альбер Рене (фр. France-Albert René; 16 ноября 1935 — 27 февраля 2019) — президент Сейшельских Островов в 1977—2004 годах.

## Ранние годы
Родился на атолле Фаркуар, крайней южной точке Сейшел, в семье управляющего плантацией. Французского происхождения. Окончив колледж в городе Виктория (столица), продолжил обучение в Швейцарии и Великобритании (колледж Святой Марии в Саутгемптоне и Королевский колледж в Лондоне), по образованию юрист. Во время учёбы принимал участие в деятельности Лейбористской партии Великобритании. В 1962—1964 годах изучал также экономику в Лондонской школе экономики. По возвращении на родину в 1964 году занимался адвокатской практикой.
В 1964 году основал и возглавил Объединенную партию народа Сейшельских островов (ОПНС) — первую политическую партию в стране. После избрания в законодательную ассамблею колонии (1965 год) вместе с соратниками по партии вёл активную борьбу за предоставление ей самоуправления, а затем и независимости. В 1975 году в колониальном правительстве Сейшел стал министром общественных работ и земельного развития коалиционного правительства, в которое также вошли представители Демократической партии (ДП). В 1976 году, после получения Сейшелами независимости от Британии, был назначен премьер-министром в правительстве президента Дж. Мэнчема (лидер ДП).

## Переворот
5 июня 1977 года, менее чем через год после получения независимости Сейшел, сторонники Рене совершили бескровный государственный переворот и он был провозглашён президентом страны. После переворота объявил, что он не коммунист советского типа, а «социалист Индийского океана». Тем не менее, вскоре провозгласил курс на социалистическое развитие страны по образцу СССР.

## «Социалистическая республика»
В 1978 году правящая партия была переименована в Прогрессивный фронт народа Сейшел (ПФНС), идейной основой которого был провозглашён социализм. В республике по конституции 1979 года была установлена однопартийная система, президент выдвигался на пост только НПФ. Президент страны становился одновременно и премьер-министром, а также главнокомандующим вооружёнными силами. 29 июня 1979-го Рене был избран на пост президента.
В стране были пресечены многочисленные попытки переворота: только за первые 2,5 года новой власти их было три, подобные попытки были также в 1981-м (под руководством известного наёмника Майкла Хора), 1982-м, 1986-м и 1987-м годах.
После прихода Рене к власти многие крупные собственники решили уехать из страны, опасаясь экспроприации и репрессий. Между 1977-м и 1984 гг. страну покинули четыре тысячи сейшельцев (в основном в Британию и ЮАР). В период с 1979 по 1989 год по официальной статистике страну покидало около 1 тысячи человек в год (что составляет более 1 % населения страны).

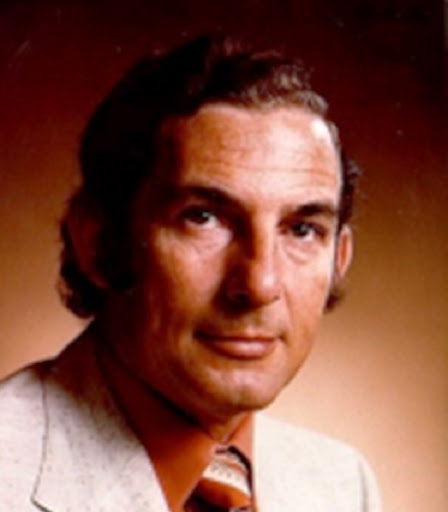
Франс - Альбер Рене в 1970-е годы

Взявшись за строительство государственной экономики, Рене начал исправлять неравенство в трудовых отношениях и социальной сфере. Были резко сокращены диспропорции в заработной плате. Программа всеобщей занятости скоро обеспечила работу всем при минимальном уровне зарплаты; была задействована система социального страхования. Произошли благотворные изменения в области образования (страна стала почти поголовно грамотной), жилищной политики и здравоохранения, причем детская смертность снизилась до уровня европейских стран с высокоразвитой медициной. По сравнению с 1960-ми годами доход на душу населения вырос в 7 раз. Быстрый рост испытали сферы туризма и рыболовства. Туризм к началу XXI века обеспечивал 16,6 % ВВП и занятость 30 % населения.
В итоге Сейшельские острова добилась одного из самых высоких в Африке показателей по уровню жизни населения. К 1992 году доход на душу населения Сейшел составил $5000.
СССР с 1984 года оказывал Сейшелам военную помощь. Стране была передана партия стрелкового оружия, боеприпасов, несколько БТР-152, переносные зенитно-ракетные комплексы «Игла», две установки системы залпового огня «Град» и несколько патрульных катеров. В страну прибыли советские военные советники и военные специалисты из КНДР и Танзании. На острова заходили советские военные корабли. При этом на Сейшелах с 1963 года располагалась американская станция слежения за космическим пространством.
На чрезвычайном съезде ПФНС 4 декабря 1991 года, учитывая крушение социалистического лагеря, объявил о восстановлении в стране многопартийной системы и рыночной экономики, отходе от социалистической ориентации. 27 декабря 1991 года в конституцию страны были внесены поправки, разрешающие регистрацию политических партий. 23-26 июля 1992 года были проведены многопартийные выборы в Конституционную комиссию (ПФНС получила 14 мест, оппозиционная Демократическая партия бывшего премьер-министра Джеймса Мэнчема – остальные 8). Новая конституция была принята на референдуме 15-18 июня 1993 года (“за” высказались 73,9 %). 23-26 июля были проведены первые многопартийные выборы (ПФНС получила 57,5 % голосов и 21 из 22 мест в Национальной ассамблее).
Избирался на пост президента в 1979 (безальтернативно), 1984 (безальтернативно), 1989 (безальтернативно), 1993 (59,9 % голосов против 36,7 % за бывшего президента Д. Мэнчема), 1998 (Ф-А. Рене 66,7 %, В. Рамкалаван 19,5 %, Мэнчем 13,8 %) и 2001 (Ф-А. Рене 54,2 %, В. Рамкалаван 45 %).
В 1977-79 годах занимал кроме того пост министра иностранных дел и финансов, в 1981-89 годах — министр финансов и промышленности, в 1984-89 годах — министр планирования и внешних сношений, в 1986-93 годах — министр обороны, министр промышленности, с 1998 года — министр внутренних дел и обороны.
В 1978-84 – председатель, с июня 1984 – генеральный секретарь ПФНС.

## Отставка
24 апреля 2004 года объявил о своей грядущей отставке и передаче президентских полномочий своему давнему соратнику, вице-президенту Джеймсу Мишелю. В своём обращении к гражданам заявил; "Я верю, что, прогуливаясь по нашим островам, вы придёте к выводу, что я выполнил свой долг сейшельского рабочего". Оставил пост президента 14 июля 2004 года, однако остался председателем правящего ПФНС. Находясь в отставке, продолжал оказывать мощное влияние и получил прозвища «Создатель королей» и «Босс» за своё влияние на жизнь страны.
Перед отставкой купил ранчо в Австралии, где собирался провести остаток жизни со своей третьей женой.
Скончался в госпитале Маэ 27 февраля 2019 года от дыхательной недостаточности.
Характеризовался как яркий пример великодушного диктатора, а также всеми любимого и уважаемого национального деятеля, который привёл свою страну к тому, что она стала самой развитой страной в Африке согласно индексу человеческого развития и одним из самых высоких показателей ВВП на душу населения на континенте. У его правления были серьёзные социальные приоритеты, включая обширное финансирование правительством образования, здравоохранения и охраны окружающей среды. Показатели детской смертности, уровня грамотности и экономического благосостояния являлись одними из лучших на континенте. Во время его правления Сейшельские острова избежали нестабильного политического климата и экономической отсталости соседних островных стран,